# Berner sennenhund
Berner sennenhund eller berner sennen är en stor hundras som har sitt ursprung i kantonen Bern i Schweiz. Den är en av fyra sennenhundar från de schweiziska alperna. I en undersökning 2012/2013 utnämndes berner sennehund till en av världens trettio populäraste hundraser.

## Historia
I Schweiz fanns liksom i södra Tyskland molosserhundar som användes som gårdshundar, boskapshundar och vagnshundar. Dessa var av mycket olika typ vad gäller hårlag, färg och teckning. 1892 började Franz Schertenleib och andra entusiaster inventera gårdshundar i dalgången Dürrbach i kommunen Riggisberg. 1902 kunde hundarna visas på hundutställning för första gången under namnet Dürrbächler. 1907 bildades en rasklubb som började med målmedveten renavel. 1909 när den schweiziska kennelklubben hade börjat registrera de olika typerna av sennenhundar under olika namn ändrades namnet på rasen till det nuvarande. Året därpå skrevs en rasstandard.

## Egenskaper
Berner sennenhundar beskrivs som godmodiga, lugna, tillgivna och intelligenta familjehundar. De tycker om att vara utomhus, sommar som vinter, och har en tendens att vakta men är för det mesta vänliga mot främmande människor.
Rasen har ursprungligen använts som vakt-, vagn- och boskapshund, men numera är den uteslutande sällskapshund. Berner sennenhundens lugna temperament gör den lämpad att dra små kärror eller vagnar, en uppgift som den ursprungligen utförde i Schweiz. Med rätt träning tycker den om att ge barn åkturer.
De behöver aktivitet och motion, men deras uthållighet är begränsad. Berner sennenhundar kan röra sig med häpnadsväckande hastighet för sin storlek när de är motiverade. Om de är friska tycker de mycket om att fotvandra. De håller sig nära ägaren. De har stark flockmentalitet.
De kommer ofta bra överens med andra husdjur som katter, hästar etc. Berner sennenhundar är läraktiga förutsatt att ägaren är tålmodig och konsekvent i träningen. De påverkas negativt av hård behandling, och älskar att uppmuntras. Rasen är snäll och mild mot barn.
Berner sennenhundar mognar långsamt, och kan visa märkbara valpliknande tendenser till dess att de är 1,5 år.

## Utseende

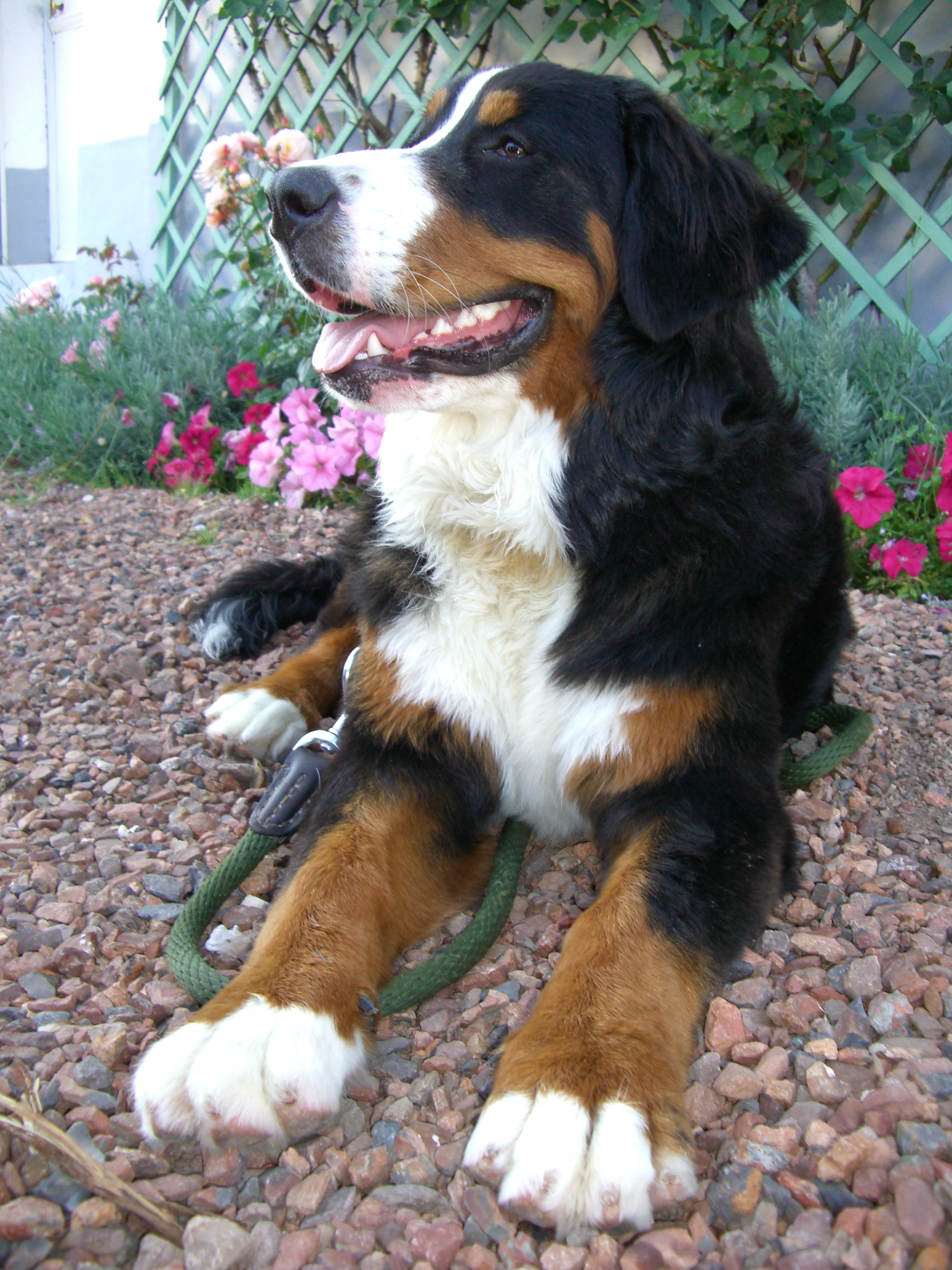

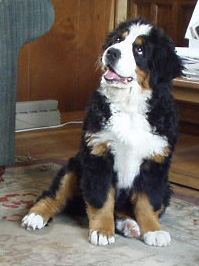

Liksom andra sennenhundar är berner sennenhunden en stor och tung hund med trefärgad päls; svart med vitt bröst och rostfärgade tecken över ögonen, sidorna av munnen, framsidan av benen och en liten mängd runt det vita bröstet. Tassarna och svanstippen brukar vara vita. Ögonen är bruna och nostryffeln och läpparna är vanligtvis svartfärgade.
Ett ideal för en perfekt tecknad individ ger intryck av en vit hästsko-form kring nosen och ett vitt "schweiziskt kors" på bröstet sett framifrån. En fulländad halsring uppfyller inte rasstandarden. Berner sennen har ett brett huvud med ganska små, v-formade hängande öron. Mankhöjden är 58–70 cm och vikten är 29–54 kg. Tikar är något mindre än hanhundar. Berner sennenhundens rörelser beskrivs som markvinnande och jämna. Rasstandarden diskvalificerar lockig päls, likaså med korsbett och glosögon.

### Skötsel
Pälsen hos en berner sennenhund är något ojämn i konturerna, men inte alls sträv i strukturen. Underpälsen är ganska tät; pälsen är relativt motståndskraftig mot smuts och väder. En bra borstning var eller varannan vecka räcker för att hålla den i fin form, förutom när underpälsen fälls, då behöver pälsen borstas eller kammas dagligen. Berner sennenhunden kan fälla när som helst på året, den fäller kraftigt.

## Hälsa

### Livslängd
Berner sennenhund är en sjukdomsdrabbad ras med kort livslängd enligt Agrias sammanställning av sjukdomsprofiler hos olika hundraser. Medellivslängden är bara 7 år. Efter 10 år lever cirka 1/3 av hundarna, jämfört med 65 procent för hundar av alla raser. Medellivslängden bekräftas av en jämförelse mellan hälsoundersökningar i Danmark, Storbritannien, USA och Kanada. Som jämförelse har de flesta andra hundar i liknande storlek en förväntad livslängd på 10 till 11 år. Den längst levande av 394 avlidna berner sennenhundar i en brittisk undersökning år 2004, dog vid 15,2 års ålder. Av 20 olika dödsorsaker hos berner sennen är 8 relaterade till cancer, den vanligaste cancerformen är lymfosarkom. Cancer är den främsta dödsorsaken för hundar i allmänhet, men berner sennenhundar har en märkbart högre grad av dödlig cancer än andra raser. Undersökningar i USA/Kanada och Storbritannien visar att nästan hälften av alla berner sennenhundar dog av cancer, till skillnad mot cirka 27% hos övriga raser.

### Rörelseapparaten
Berner sennenhundar löper nästan tre gånger så stor risk att drabbas av muskel- och skelettsjukdomar jämfört med andra raser. De vanligaste rapporterade muskel- och skelettsjukdomarna är korsbandsbristning, ledinflammation (framförallt i axlar och armbågar), höftledsdysplasi (HD) och osteokondros. Åldern vid insjuknandet för muskel- och skelettsjukdomar är också ovanligt låg. Till exempel hade 11% av hundarna i den amerikanska studien ledinflammation vid en genomsnittlig ålder av 4,3 år. I Sverige var 25 % av röntgade berner sennen drabbade av någon grad av höftledsdysplasi 1999-2005 och 19 % var drabbade av armbågsledsdysplasi (ED) 2000-2005.